# یواس‌اس ویلیام اچ براون (۱۸۶۲)
یواس‌اس ویلیام اچ براون (۱۸۶۲) (به انگلیسی: USS William H. Brown (1862)) یک کشتی بود که طول آن not known بود.